# 노다 소학교 4학년 여아 학대 사건
노다 소학교 4학년 여아 학대 사건(일본어: 野田小4女児虐待事件)은 2019년 1월에 지바현 노다시에서 벌어진 소학교 4학년 여아가 부모의 학대에 상해를 입혀 숨지게 하는 것이 의심되는 사건을 가리킨다. 용의자 중에서 1명인 피해자의 모친에 대해서는 징역 2년 6개월의 구형이 확정되었다. 또한 보호관찰부상 5년의 판결도 덤으로 내려져 있는 상태이고, 나머지 부친의 경우 2020년 3월 현재 형사 재판을 따로 진행중에 있다.

## 사건 개요
2019년 2월 6일 도쿄 신문 등에 따르면, 지난 2019년 1월 당시 지바현에 거주중인 미아(10세 여아)양이 아버지 A(41세)씨로부터 학대를 받은 끝에 숨진 사건과 관련되자, 미아 양의 어머니인 B(31)씨는 경찰에 ‘내가 학대를 피하기 위해 딸을 폭행하는 데 가담했다’라고 진술하였다. 그러나, B씨는 남편의 지시를 받고 해당 딸이 숨지기 직전 1개월 내내 딸의 외출을 못하게 하였다고 털어놓기도 하였다. 그 외에도 학교에 일절 등교시키지 않았던 것으로 보이며, 도움을 청할 수 있는 다른 아동 보호 전담 기관에 요청하여도 일절 응하지 못하는 등 부모의 감시 하에 어쩔 수 없이 방임시키는 또 다른 사례가 있다. 이에 따른 파문이 지속되자, 아베 신조 총리는 이날 국회 중의원 예산위원회에 출석할 무렵, ‘있어서는 안될 일로 진정 가슴 아픈 일이다’라며, ‘아동 학대의 근절을 위해 전력을 다하겠다.’라고 밝혔다.

## 사건 결과
이 사건과 관련하여 훈육을 명분으로 학대하게 만들어 낸 부친에게는 결국 징역형이 사실상 내려졌다. 지바 지방검찰청에 따르면, 2020년 3월 19일 자신의 딸을 학대하여 상해 치사 등을 일으킨다는 이유로 기소 처리된 구리하라 유이치로(栗原勇一郞·42)에게 징역 16년형을 선고했다고 교도 통신사가 보도되었다. 일본 언론은 현재까지 기존의 아동 학대와 관련된 사건에서는 징역 10년을 전후하여 있는 선고가 대다수이지만, 재판부 당국에서 해당 피고인을 엄중하게 단죄한 것이라고 전하였다. 해당 판결문에 따르면 구리하라는 1년 이상 큰딸인 미아 양을 상습적으로 학대하였다고 진술했다.

## 같이 보기
- 오사카 아동 방치 살해 사건
- 칠곡 계모 아동학대 사망 사건
- 정인이 사건